# Ган, Август
Август Ган (нем. August Hahn; 1792—1863) — немецкий христианский реформаторский богослов и востоковед.

## Биография
Август Ган родился 27 марта 1792 года в городе Остерхаузене. Учился на теологических факультетах Виттенбергского и Лейпцигского  университетов, по окончании которых занялся изучением сирийского языка и литературы. 
В 1819 году А. Ган написал диссертацию о Ефреме Сирине и после её успешной защиты был приглашён преподавать на кафедру богословия в Кенигсберге и назначен пастором Альтштадской церкви. Кроме ряда догматических трудов, Ган известен как составитель еврейского стереотипированного текста Ветхого Завета, впервые изданного в 1833 году в Лейпциге у Таухница и с тех пор разошедшегося в сотнях тысяч экземпляров. 
Был профессором в альма-матер в Гейдельбергском университете.
Август Ган умер 13 мая 1863 года в городе Бреслау (ныне Вроцлав).
Его сын Генрих Август (нем. Heinrich August Hahn; 1821; Кенигсберг — 1861; Грейфсвальд) пошёл по стопам отца и стал профессором богословия в университете Грейфсвальда и стал известен как автор написанных в крайне ортодоксальном духе комментариев к Книге Иова (1850), Песни Песней Соломона (1852) и Экклезиасту (1860).